# Csehszlovákia az 1968. évi téli olimpiai játékokon
Csehszlovákia a franciaországi Grenoble-ban megrendezett 1968. évi téli olimpiai játékok egyik részt vevő nemzete volt. Az országot az olimpián 8 sportágban 48 sportoló képviselte, akik összesen 4 érmet szereztek.

## Érmesek
| Érem  | Versenyző | Sportág     | Versenyszám        |
| ----- | --- | ----------- | ------------------ |
| Arany | Jiří Raška | Síugrás     | Egyéni, normálsánc |
| Ezüst | Nemzeti válogatott Josef Černý Vladimír Dzurilla Jozef Golonka Jan Havel Petr Hejma Jiří Holík Josef Horešovský Jan Hrbatý Jaroslav Jiřík Jan Klapáč Jiří Kochta Oldřich Macháč Karel Masopust Vladimír Nadrchal Václav Nedomanský František Pospíšil František Ševčík Jan Suchý | Jégkorong   | Férfi              |
| Ezüst | Jiří Raška | Síugrás     | Egyéni, nagysánc   |
| Bronz | Hana Mašková | Műkorcsolya | Női egyéni         |

## Alpesisí
Férfi
| Versenyző      | Versenyszám      | Selejtező | Selejtező | Selejtező | Selejtező | Döntő    | Döntő    | Döntő    | Döntő    | Döntő      | Döntő      |
| Versenyző      | Versenyszám      | 1. futam  | 1. futam  | 2. futam  | 2. futam  | 1. futam | 1. futam | 2. futam | 2. futam | Összesítés | Összesítés |
| Versenyző      | Versenyszám      | Idő       | Hely.     | Idő       | Hely.     | Idő      | Hely.    | Idő      | Hely.    | Idő        | Helyezés   |
| -------------- | ---------------- | --------- | --------- | --------- | --------- | -------- | -------- | -------- | -------- | ---------- | ---------- |
| Jaroslav Janda | Lesiklás         |           |           |           |           |          |          |          |          | 2:07,71    | 36.        |
| Jaroslav Janda | Műlesiklás       | 53,20     | 2.        |           |           | 51,62    | 19.      | kizárták | kizárták | kiesett    | kiesett    |
| Jaroslav Janda | Óriás-műlesiklás |           |           |           |           | 1:52,20  | 41.      | 1:52,07  | 33.      | 3:44,27    | 34.        |
| Milan Pažout   | Lesiklás         |           |           |           |           |          |          |          |          | 2:07,45    | 35.        |
| Milan Pažout   | Műlesiklás       | kizárták  | kizárták  | 55,96     | 1.        | 1:02,29  | 44.      | kizárták | kizárták | kiesett    | kiesett    |
| Milan Pažout   | Óriás-műlesiklás |           |           |           |           | 1:48,98  | 29.*     | 1:51,34  | 29.      | 3:40,32    | 27.        |

Női
| Versenyző    | Versenyszám      | 1. futam | 1. futam | 2. futam | 2. futam | Összesítés | Összesítés |
| Versenyző    | Versenyszám      | Idő      | Hely.    | Idő      | Hely.    | Idő        | Helyezés   |
| ------------ | ---------------- | -------- | -------- | -------- | -------- | ---------- | ---------- |
| Anna Mohrová | Lesiklás         |          |          |          |          | 1:50,22    | 33.        |
| Anna Mohrová | Műlesiklás       | 46,23    | 23.      | 49,73    | 16.*     | 1:35,96    | 18.        |
| Anna Mohrová | Óriás-műlesiklás |          |          |          |          | kizárták   | kizárták   |

* - egy másik versenyzővel azonos eredményt ért el

## Biatlon
| Versenyző      | Versenyszám  | Lövőhiba | Időeredmény | Helyezés |
| -------------- | ------------ | -------- | ----------- | -------- |
| Ladislav Žižka | 20 km egyéni | 14       | 1:35:45,3   | 55.      |
| Pavel Ploc     | 20 km egyéni | 5        | 1:23:05,0   | 15.      |

## Északi összetett
| Versenyző     | Síugrás  | Síugrás  | Síugrás  | Síugrás  | Síugrás  | Síugrás  | Síugrás | Síugrás | Sífutás | Sífutás | Sífutás | Összesítés | Összesítés |
| Versenyző     | 1. ugrás | 1. ugrás | 2. ugrás | 2. ugrás | 3. ugrás | 3. ugrás | Össz.   | Össz.   | Sífutás | Sífutás | Sífutás | Összesítés | Összesítés |
| Versenyző     | Távolság | Pont     | Távolság | Pont     | Távolság | Pont     | Pont    | Hely.   | Idő     | Pont    | Hely.   | Pont       | Helyezés   |
| ------------- | -------- | -------- | -------- | -------- | -------- | -------- | ------- | ------- | ------- | ------- | ------- | ---------- | ---------- |
| Tomáš Kučera  | 72,0     | 109,2    | 73,0     | 108,2    | 71,5     | (102,6)  | 217,4   | 9.      | 50:07,7 | 216,74  | 6.      | 434,14     | 4.         |
| Ladislav Rygl | 69,5     | (97,1)   | 71,0     | 100,2    | 71,5     | 100,2    | 200,4   | 18.*    | 50:55,5 | 206,88  | 14.     | 407,28     | 16.        |

* - egy másik versenyzővel azonos eredményt ért el

## Jégkorong
| Csehszlovák férfi jégkorongcsapat-játékoskeret                                          | Csehszlovák férfi jégkorongcsapat-játékoskeret                                               | Csehszlovák férfi jégkorongcsapat-játékoskeret                                                               |
| --------------------------------------------------------------------------------------- | -------------------------------------------------------------------------------------------- | --- |
| - Josef Černý - Vladimír Dzurilla - Jozef Golonka - Jan Havel - Petr Hejma - Jiří Holík | - Josef Horešovský - Jan Hrbatý - Jaroslav Jiřík - Jan Klapáč - Jiří Kochta - Oldřich Macháč | - Karel Masopust - Vladimír Nadrchal - Václav Nedomanský - František Pospíšil - František Ševčík - Jan Suchý |

### Eredmények
Selejtező
- Csehszlovákia nem játszott selejtezőt.

Döntő csoportkör
| 1968. február 6. | Csehszlovákia (TCH) | 5 – 1 (1–1, 2–0, 2–0) | Egyesült Államok | Grenoble |

|  |  |  |  |  |
|  |  |  |  |  |
|  |  |  |  |  |
|  |  |  |  |  |

| 1968. február 8. | Csehszlovákia (TCH) | 5 – 1 (1–0, 2–0, 2–1) | NSZK | Grenoble |

|  |  |  |  |  |
|  |  |  |  |  |
|  |  |  |  |  |
|  |  |  |  |  |

| 1968. február 10. | Csehszlovákia (TCH) | 4 – 3 (0–1, 3–0, 1–2) | Finnország | Grenoble |

|  |  |  |  |  |
|  |  |  |  |  |
|  |  |  |  |  |
|  |  |  |  |  |

| 1968. február 12. | Csehszlovákia (TCH) | 10 – 3 (5–2, 1–0, 4–1) | NDK | Grenoble |

|  |  |  |  |  |
|  |  |  |  |  |
|  |  |  |  |  |
|  |  |  |  |  |

| 1968. február 13. | Csehszlovákia (TCH) | 2 – 3 (0–0, 0–3, 2–0) | Kanada | Grenoble |

|  |  |  |  |  |
|  |  |  |  |  |
|  |  |  |  |  |
|  |  |  |  |  |

| 1968. február 15. | Szovjetunió (URS) | 4 – 5 (1–3, 1–1, 2–1) | Csehszlovákia | Grenoble |

|  |  |  |  |  |
|  |  |  |  |  |
|  |  |  |  |  |
|  |  |  |  |  |

| 1968. február 17. | Svédország (SWE) | 2 – 2 (1–1, 0–1, 1–0) | Csehszlovákia | Grenoble |

|  |  |  |  |  |
|  |  |  |  |  |
|  |  |  |  |  |
|  |  |  |  |  |

Végeredmény
| Csapat           | M | Gy | D | V | G+ | G– | Gk  | P  |
| ---------------- | - | -- | - | - | -- | -- | --- | -- |
| Szovjetunió      | 7 | 6  | 0 | 1 | 48 | 10 | +38 | 12 |
| Csehszlovákia    | 7 | 5  | 1 | 1 | 33 | 17 | +16 | 11 |
| Kanada           | 7 | 5  | 0 | 2 | 28 | 15 | +13 | 10 |
| Svédország       | 7 | 4  | 1 | 2 | 23 | 18 | +5  | 9  |
| Finnország       | 7 | 3  | 1 | 3 | 17 | 23 | –6  | 7  |
| Egyesült Államok | 7 | 2  | 1 | 4 | 23 | 28 | –5  | 5  |
| NSZK             | 7 | 1  | 0 | 6 | 13 | 39 | –26 | 2  |
| NDK              | 7 | 0  | 0 | 7 | 13 | 48 | –35 | 0  |

| Csapat        | Helyezés |
| ------------- | -------- |
| Csehszlovákia |          |

## Műkorcsolya
| Versenyző                        | Versenyszám  | Kötelező elemek   | Kötelező elemek | Kűr               | Kűr   | Összesítés                     | Összesítés                     | Összesítés                     | Összesítés                     | Összesítés                     | Összesítés                     | Összesítés                     | Összesítés                     | Összesítés                     | Összesítés        | Összesítés        | Összesítés  | Összesítés | Összesítés |
| Versenyző                        | Versenyszám  | Kötelező elemek   | Kötelező elemek | Kűr               | Kűr   | Helyezési pontszámok bírónként | Helyezési pontszámok bírónként | Helyezési pontszámok bírónként | Helyezési pontszámok bírónként | Helyezési pontszámok bírónként | Helyezési pontszámok bírónként | Helyezési pontszámok bírónként | Helyezési pontszámok bírónként | Helyezési pontszámok bírónként | Több. hely. száma | Több. hely. össz. | Hely. össz. | Pont       | Helyezés   |
| Versenyző                        | Versenyszám  | Több. hely. száma | Hely.           | Több. hely. száma | Hely. | 1                              | 2                              | 3                              | 4                              | 5                              | 6                              | 7                              | 8                              | 9                              | Több. hely. száma | Több. hely. össz. | Hely. össz. | Pont       | Helyezés   |
| -------------------------------- | ------------ | ----------------- | --------------- | ----------------- | ----- | ------------------------------ | ------------------------------ | ------------------------------ | ------------------------------ | ------------------------------ | ------------------------------ | ------------------------------ | ------------------------------ | ------------------------------ | ----------------- | ----------------- | ----------- | ---------- | ---------- |
| Ondrej Nepela                    | Férfi egyéni | 5×6+              | 5.              | 6×11+             | 10.   | 6,0                            | 9,0                            | 6,0                            | 7,0                            | 6,0                            | 11,0                           | 9,0                            | 8,0                            | 8,0                            | 6×8+              | 41,0              | 70,0        | 1772,8     | 8.         |
| Marián Filc                      | Férfi egyéni | 5×12+             | 13.             | 5×9+              | 8.    | 12,0                           | 11,0                           | 10,0                           | 11,0                           | 12,0                           | 12,0                           | 10,0                           | 10,0                           | 9,0                            | 6×11+             | 61,0              | 97,0        | 1734,2     | 10.        |
| Hana Mašková                     | Női egyéni   | 5×4+              | 4.              | 5×3+              | 3.    | 2,0                            | 2,0                            | 2,0                            | 2,0                            | 2,0                            | 2,0                            | 2,0                            | 2,0                            | 2,0                            | 5×3+              | 15,0              | 31,0        | 1828,8     |            |
| Marie Víchová                    | Női egyéni   | 5×21+             | 20.             | 5×17+             | 16.   | 23,0                           | 16,0                           | 21,0                           | 18,0                           | 19,0                           | 21,0                           | 25,0                           | 27,0                           | 17,0                           | 6×21+             | 112,0             | 187,0       | 1580,4     | 21.        |
| Bohunka Šrámková Jan Šrámek      | Páros        | 5×10+             | 10.             | 6×10+             | 10.   | 9,5                            | 9,0                            | 10,0                           | 9,0                            | 10,0                           | 11,0                           | 11,0                           | 12,0                           | 10,0                           | 6×10+             | 57,5              | 91,5        | 285,8      | 10.        |
| Liana Drahová Peter Bartosiewicz | Páros        | 7×11+             | 11.             | 7×15+             | 15.   | 11,0                           | 12,0                           | 13,0                           | 14,0                           | 13,0                           | 12,0                           | 15,0                           | 13,0                           | 13,0                           | 7×13+             | 87,0              | 116,0       | 276,8      | 12.        |

## Sífutás
Férfi
| Versenyző                                         | Versenyszám     | Eredmény      | Helyezés      |
| ------------------------------------------------- | --------------- | ------------- | ------------- |
| Ján Fajstavr                                      | 15 km           | 50:46,5       | 23.           |
| Ján Fajstavr                                      | 30 km           | 1:40:05,1     | 22.           |
| Ján Fajstavr                                      | 50 km           | 2:39:25,3     | 28.           |
| Vít Fousek, Jr.                                   | 30 km           | nem ért célba | nem ért célba |
| Vít Fousek, Jr.                                   | 50 km           | 2:45:09,8     | 39.           |
| Václav Peřina                                     | 15 km           | 51:06,6       | 27.           |
| Václav Peřina                                     | 30 km           | 1:40:58,0     | 24.           |
| Václav Peřina                                     | 50 km           | nem ért célba | nem ért célba |
| Karel Štefl                                       | 15 km           | 50:15,4       | 14.           |
| Karel Štefl                                       | 30 km           | 1:39:25,7     | 18.           |
| Ján Fajstavr Vít Fousek Václav Peřina Karel Štefl | 4 × 10 km váltó | 2:19:51,3     | 9.            |

## Síugrás
| Versenyző        | Versenyszám | 1. ugrás | 1. ugrás | 1. ugrás | 2. ugrás | 2. ugrás | 2. ugrás | Összesítés | Összesítés |
| Versenyző        | Versenyszám | Távolság | Pont     | Hely.    | Távolság | Pont     | Hely.    | Pont       | Helyezés   |
| ---------------- | ----------- | -------- | -------- | -------- | -------- | -------- | -------- | ---------- | ---------- |
| Ladislav Divila  | Normálsánc  | 76,5     | 107,2    | 9.       | 73,0     | 100,1    | 15.      | 207,3      | 9.         |
| Rudolf Höhnl     | Nagysánc    | 98,5     | 107,3    | 9.*      | 91,5     | 95,5     | 16.      | 202,8      | 12.        |
| Zbyněk Hubač     | Normálsánc  | 74,0     | 101,7    | 25.      | 73,5     | 101,9    | 5.       | 203,6      | 19.        |
| Zbyněk Hubač     | Nagysánc    | 95,0     | 101,4    | 18.      | 87,0     | 87,2     | 28.*     | 188,6      | 25.        |
| Jiří Raška       | Normálsánc  | 79,0     | 115,2    | 1.       | 72,5     | 101,3    | 8.*      | 216,5      |            |
| Jiří Raška       | Nagysánc    | 101,0    | 116,3    | 3.       | 98,0     | 113,1    | 2.       | 229,4      |            |
| František Rydval | Normálsánc  | 76,0     | 106,4    | 11.      | 73,5     | 100,4    | 13.*     | 206,8      | 12.        |
| František Rydval | Nagysánc    | 92,0     | 95,2     | 27.      | 88,0     | 89,6     | 26.*     | 184,8      | 27.        |

* - egy másik versenyzővel azonos eredményt ért el

## Szánkó
| Versenyző                  | Versenyszám | 1. futam | 1. futam | 2. futam | 2. futam | 3. futam | 3. futam | Összesítés | Összesítés |
| Versenyző                  | Versenyszám | Idő      | Hely.    | Idő      | Hely.    | Idő      | Hely.    | Idő        | Helyezés   |
| -------------------------- | ----------- | -------- | -------- | -------- | -------- | -------- | -------- | ---------- | ---------- |
| František Halíř            | Férfi egyes | 59,07    | 23.      | 59,10    | 18.      | 58,93    | 19.      | 2:57,10    | 20.        |
| Jan Hamřík                 | Férfi egyes | 58,43    | 15.      | 58,56    | 11.      | 59,07    | 21.      | 2:56,06    | 15.        |
| Horst Urban                | Férfi egyes | 58,93    | 19.      | 59,54    | 25.      | 59,91    | 27.      | 2:58,38    | 24.        |
| Roland Urban               | Férfi egyes | 59,20    | 25.      | 59,59    | 26.      | 1:00,24  | 31.      | 2:59,03    | 27.        |
| Dana Spálenská-Beldová     | Női egyes   | 49,22    | 3.       | 50,36    | 10.      | 50,77    | 9.       | 2:30,35    | 6.         |
| Olina Tylová-Hátlová       | Női egyes   | 50,16    | 11.      | 50,35    | 9.       | 51,14    | 10.      | 2:31,65    | 11.        |
| Horst Urban Roland Urban   | Kettes      | 50,46    | 12.      | 50,02    | 12.      |          |          | 1:40,48    | 12.        |
| Jan Hamřík František Halíř | Kettes      | 51,85    | 14.      | 50,85    | 14.      |          |          | 1:42,10    | 14.        |